# 1967年上海
|        | 上海历史 |
| 世紀： | 19世紀上海 \| 20世紀上海 \| 21世紀上海                                                                                     |
| 年代： | 1930年代上海 \| 1940年代上海 \| 1950年代上海 \| 1960年代上海 \| 1970年代上海 \| 1980年代上海 \| 1990年代上海               |
| 年份： | 1963年上海 \| 1964年上海 \| 1965年上海 \| 1966年上海 \| 1967年上海 \| 1968年上海 \| 1969年上海 \| 1970年上海 \| 1971年上海 |
| 紀年： | 丁未年（羊年）、上海开埠124周年、上海设市40周年                                                                            |

这一年爆发了“一月风暴”，四人帮在上海掌握了权力，“文革”在上海因而开始。

## 主要官员

### 党委
- 市委第一书记：陈丕显[註 1]

### 人民委员会[註 2]→人民公社→革委会、人大（第五届→革委会计为第六届）[註 3]
- 市长：曹荻秋→主任：张春桥

### （党）监察委员会[註 4]
- 书记：杨士法

### 政协
- 主席：陈丕显

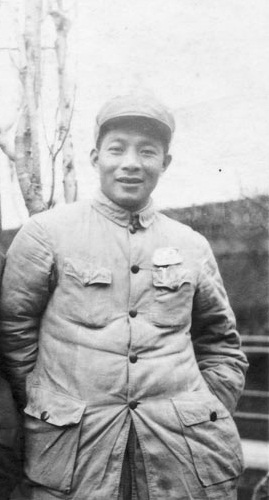
第一书记、政协主席陈丕显
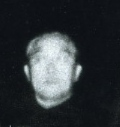
市长曹荻秋
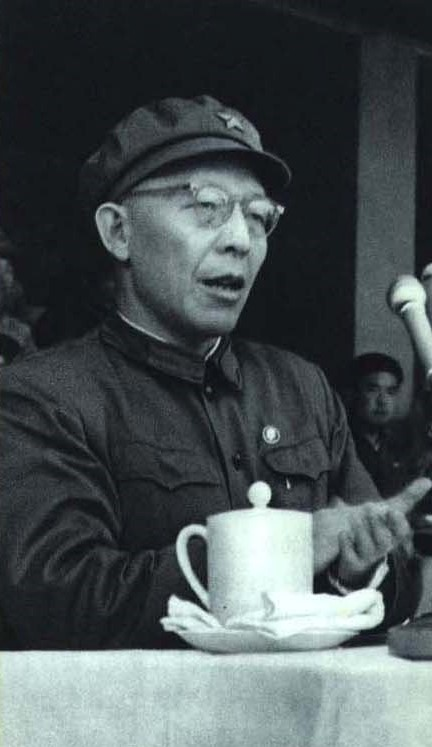
革委会（上海人民公社）主任张春桥